# Ai-Cham jezik
Ai-Cham jezik (atsam, jiamuhua, jin, jinhua; ISO 639-3: aih), jedan od 12 kam-sui jezika, šire skupine kam-tai, kojim govori 2 700 ljudi (2000) u kineskoj provinciji Guizhou; trinaest sela.
Srodan je jeziku mak [mkg]. Dijalekti: di’e, boyao. Kina ih etnički klasificira u nacionalnost Bouyei.

## Vanjske poveznice
- Ethnologue (14th)
- Ethnologue (15th)